# Hadimulyo Barat
Hadimulyo Barat is een bestuurslaag in het regentschap Metro van de provincie Lampung, Indonesië. Hadimulyo Barat telt 11.696 inwoners (volkstelling 2010).